# الوصايا (رواية)
الوصايا هي رواية من كتابة مارغريت أتوود صدرت عام 2019  كتتمة لروايتها التي صدرت عام 1985 (قصة خادمة).
تدور أحداث الرواية بعد 15 عامًا من مشهد أوفريد النهائي في الرواية الأصلية، وترويها ثلاث شخصيات من الإناث: العمة ليديا، شخصية رئيسية في رواية The Handmaid's Tale؛ أغنيس، امرأة شابة تعيش في جلعاد؛ وديزي، امرأة شابة تعيش في كندا تشعر بالرعب من انتهاكات جلعاد لحقوق الإنسان.

## مقدمة
اثنتان من الرواة (أغنيس وديزي) هما ابنتا أوفريد. أغنيس، تم تبنيها من قبل عائلة جلعادية بعد أن تم أخذها من أوفريد، وهي تتحضر لإداء الدور المنوط بها كزوجة مستقبلية للقائد في بداية الرواية، بينما ديزي، التي تم تهريبها من جلعاد، تم تبنيها من قبل عائلة كندية وعاشت في حي كوين ستريت ويست بتورونتو، كلا الامرأتين نشأت دون معرفة حقيقة أصولها أو وجود أختها. 

## الإصدار
صدرت الرواية في 10 سبتمبر 2019،  وقبل نشرها تم تسميتها في القائمة المختصرة لجائزة بوكر 2019،  والقائمة الطويلة لجائزة جيلر 2019. وكان ذلك ممكنًا لأن كلا الجائزتين تسمحان بترشيح الكتب التي لم يتم نشرها بعد في قوائم الترشيح الأولية، ولكن سيتم شحنها إلى المتاجر بحلول وقت حفل توزيع الجوائز؛ ومع ذلك، لمنع حدوث تسرب سابق لأوانه لنسخ المراجعة المرسلة إلى الحكام، كان يُطلب من الحكام توقيع اتفاقيات عدم الإفصاح وتعليم المراجعة الخاصة بهم موضحة بشكل فردي مع أسمائهم حتى يمكن التعرف على المصدر مباشرة إذا تسربت نسخهم للجمهور.
على الرغم من الحصار الصارم على الرواية التي تم إطلاقها ومراجعتها قبل 10 سبتمبر، أفاد عدة مئات من عملاء أمازون أنهم تلقوا نسخهم المطلوبة مسبقًا. اعتذرت Amazon عن الحادث، واصفة إياه بأنه «خطأ فني»؛  ومع ذلك، صرحت العديد من المكتبات المستقلة منتقدة عدم المساواة في صناعة بيع الكتب، مشيرة إلى أنه إذا انتهكت الحظر، فمن المحتمل أن يعاقبوا بتأخير الشحنات من الإصدارات المستقبلية الكبرى، في حين لن تواجه أمازون عواقب وخيمة بسبب حجمها وقوتها.

## العلاقة مع المسلسل التلفزيوني
تتضمن الرواية بعض التفاصيل، التي تم تقديمها في المسلسل التلفزيوني، حكاية أمة، على سبيل المثال قصة أغنيس ونيكول الطفلة.
نظرًا لأن زمن الأحداث قد تم تعيينه بعد 15 عامًا من الرواية الأصلية، فإن إعدادها للمسلسل التلفزيوني سيستغرق عدة سنوات من مباشرة تصوير الأحداث من الرواية الجديدة.؛ ومع ذلك، اعترف بروس ميلر، منتج المسلسل التلفزيوني أن قصة الرواية الجديدة ستؤخذ في الاعتبار مع استمرار المسلسل.

## استقبال نقدي
وصفت سيرينا ديفيز من صحيفة ديلي تلجراف رواية الوصايا بأنها «تكملة قوية ورهيبة»، حيث كتبت أن «أتوود أعطتنا مجموعة من القصص الاندفاعية ومقاربة خاطفة للأنفاس تقريبا، والمكتظة بالاستدارات والانعطافات التي تليق برواية قوطية.» 
عندما سألتها مارثا تيشنر، في مقابلة مع شبكة سي بي إس نيوز صنداي مورنينج، أصرت آتوود على أن الرواية تحتوي على «أطنان من الأمل - الكثير والكثير من الأمل».